# ستوبال (کرایوو)
ستوبال صربی: Stubal) یک منطقهٔ مسکونی در صربستان است که در کرالیفو واقع شده‌است.